# Shorinji Kempo
El shorinji kempo (少林寺拳法) es un arte marcial japonés moderno (gendai budō) que se difundió a finales de la Segunda Guerra Mundial en Japón. El término Shorinji en japonés alude al templo Shaolín (en China), mientras que kempo es la palabra japonesa para referirse al quan fa (arte marcial chino, también llamado "kung fu"). Comenzó en Japón en 1947 y fue concebido por Kaiso (fundador) Nakano Michiomi, más conocido por su nombre budista So Doshin como un sistema para cultivar a la población con las enseñanzas, las técnicas y el sistema educativo tradicional de la cultura oriental.

## La filosofía
Las enseñanzas del shorinji kempo están basadas en las ideas y filosofía de Kaiso So Doshin, influenciadas por las enseñanzas de su abuelo So Shigeto, que tenía el rango de hanshi en kendo otorgado por la Dai Nihon Butokukai y de su relación con la Sociedad del Dragón Negro. "La mitad para la felicidad propia y la mitad para la felicidad de otros", "La rectitud sin fuerza resulta ineficaz, la fuerza sin rectitud resulta en violencia": estas palabras describen un estilo de vida y una razón de ser y son el precepto básico del shorinji kempo. Kaiso enseñó que primero debemos establecernos nosotros mismos para poder afrontar una vida feliz en común ayudándonos unos a otros.

## Las técnicas
El shorinji kempo consiste en técnicas de defensa personal basadas en tres sistemas: goho (método duro), juho (método suave) y seiho (método correctivo) que derivan de un total de 25 ramas. El goho —principalmente constituido por tsuki y keri— y el juho, que consiste principalmente de nuki / gote / nage / katame, son técnicas racionales basadas en varios principios y están destinadas a proporcionar un control del oponente a pesar de su mayor tamaño físico o fuerza.

## El sistema educativo
El shorinji kempo entrena el cuerpo y la mente. Su meta no es la competición ni la medición de fuerza o habilidad entre sus practicantes: se trata de disfrutar mejorando la waza (técnica) de uno mismo con la del contrincante mientras se fortalece el cuerpo y la mente, es un estilo especial de entrenamiento que solo se puede conseguir practicando técnicas de defensa personal. Basado en este entrenamiento y enseñanza, el shorinji kempo ha diseñado un sistema educativo para cultivar personas: competir con otros no es la meta de este sistema educativo, sino que está enfocado a adquirir autoconfianza y coraje a través de hacer ver a la gente sus propias habilidades, y aprender a utilizarlas para hacer el bien con sus semejantes y con la sociedad, y así de nuevo adquirir mayor confianza y coraje.

## Shorinji Kempo internacional

### El Shorinji Kempo Group
El Shorinji Kempo Group consiste en las siguientes cinco organizaciones: Kongo Zen Sohonzan Shorinji, Shorinji Kempo Federation, The Educational Corporation of Zenrin Gakuen, la World Shorinji Kempo Organization y Shorinji Kempo Chizai Hojin. Con la nueva marca unificada establecida en abril de 2005, todas las organizaciones miembro cooperarán en armonía, mientras mantienen las características únicas de cada una de ellas, para entre todas realizar las actividades de "One Unity Worldwide-Shorinji Kempo"

### La World Shorinji Kempo Organization
El shorinji kempo, iniciado en Japón, comenzó a expandirse por el mundo a finales de los años 1960 y existe hoy en día en 32 países en el mundo (cifras de agosto de 2006). Los miembros de la World Shorinji Kempo Organisation (WSKO), las federaciones nacionales y secciones designadas, en concordancia con las enseñanzas del shorinji kempo, participan activamente en proyectos sociales, así como en el entrenamiento de ese arte marcial.
El shorinji kempo, que arrancó de las manos solitarias de Kaiso, se ha convertido ahora en un puente que conecta los corazones de las personas. Gente de todo el mundo ahora cultivan una amistad y tienen intercambios internacionales que superan las diferencias en raza, cultura, religión e idioma.
Sus principales actividades son el taikai mundial, celebrado cada cuatro años, las sesiones internacionales de entrenamiento, la preparación de entrenadores y las actividades de acción social en sus comunidades locales.

### Corporación para la Protección de la Propiedad Intelectual del Shorinji Kempo (Chizai Hojin)
La Chizai hojin se estableció en noviembre de 2003 para proteger y promover "One Unity Worldwide-Shorinji Kempo", ideario comenzado por Kaiso So Doshin en 1947 para cultivar gente que contribuyese con la sociedad. El sistema basado en la filosofía, las técnicas y el sistema educativo, y es único al no haberse dividido en diferentes escuelas. La Chizai Hojin protege las propiedades intelectuales del shorinji kempo, mientras lleva a cabo proyectos para rentabilizarlas al máximo y para apoyar a grupos que están contribuyendo en el desarrollo y promoción del shorinji kempo.